# Elecciones presidenciales de India de 2017
Las elecciones presidenciales de India tuvieron lugar en este país el 17 de julio de 2017. El recuento de los votos duró tres días y se anunciaron los resultados el 20 de julio. El presidente Pranab Mukherjee, cuyo mandato finalizó el 24 de julio de 2017 renunció a presentarse a la reelección por motivos de salud.
El gobernador de Bihar Ram Nath Kovind del Partido Popular Indio (Bharatiya Janata) fue el candidato presentado por la coalición Alianza Democrática Nacional, y se enfrentó a la candidata sucesora de Pranab Mukherjee, Meira Kumar, del Congreso Nacional Indio. Kovind resultó ganador de los comicios con un 65% de los votos emitidos en todo el país y por tanto fue elegido para un mandato presidencial de 5 años que comenzó el 25 de julio de 2017.

## Antecedentes
Con el comienzo de la campaña electoral, se sucedieron los rumores sobre que el presidente Pranab Mukherjee buscaría una reelección frente al poder político de la Alianza Democrática Nacional liderada por el Partido Popular Indio, los cuales tenían suficientes apoyos como para presentar a un candidato que fuera el favorito a ocupar el cargo. Sin embargo, Mukherjee anunció que no presentaría su candidatura por motivos de salud.

### Proceso de selección del presidente de India
El presidente de India es elegido indirectamente por un colegio electoral compuesto en los diputados y senadores de ambas cámaras del Sansad de la India, así como de los miembros electos de las asambleas legislativas de los 29 estados de India junto a los miembros electos de las asambleas de Delhi y Puducherry. En 2017, el colegio electoral comprendía a 777 diputados o senadores y a 4.120 diputados regionales. El sistema asigna un número de votos variable a cada miembro del colegio electoral, con la finalidad de que el peso de los diputados y senadores estatales, y de los diputados regionales, sea parecido y el peso del voto sea proporcional a la población de los estados. El conjunto del colegio electoral tiene un censo de 1.098.903 votos, existiendo una mayoría absoluta de 549.542 votos.
La nominación de un candidato para la elección aocupar el cargo de presidente debe estar suscrita por 50 miembros electores que la secunden. La elección tiene lugar por votación secreta con la posibilidad del voto individual transferible. Las normas de esta votación se recogen en el artículo 55 de la Constitución.

### Composición del colegio electoral
| Partido/ Coalición                                    | Partidos que lo componen                                                            | Votos en Lok Sabha                                    | Votos en Rajya Sabha                                  | Votos de Asambleas Estatales                          | Votos totales | Porcentaje |
| ----------------------------------------------------- | ----------------------------------------------------------------------------------- | ----------------------------------------------------- | ----------------------------------------------------- | ----------------------------------------------------- | ------------- | ---------- |
| ADN                                                   | BJP, SHS, TDP, LJSP, SAD, RLSP, AD, GFP, MGP, AINRC, JKPDP, NPF, NPP, PMK, SDF, SWP | 237.888                                               | 49.560                                                | 239.923                                               | 527.371       | 48,10%     |
| Otros partidos                                        | AIADMK>, YSRCP, JD(U), BJD, TRS, INLD, Independientes                               | 50.268                                                | 20.532                                                | 63.107                                                | 133.907       | 12,20%     |
| Total del Gobierno (incluidos apoyos fuera de la ADN) | Total del Gobierno (incluidos apoyos fuera de la ADN)                               | Total del Gobierno (incluidos apoyos fuera de la ADN) | Total del Gobierno (incluidos apoyos fuera de la ADN) | Total del Gobierno (incluidos apoyos fuera de la ADN) | 661.278       | 60,30%     |
| UPA                                                   | INC, IUML, RSP, KC (M), DMK                                                         | 34.692                                                | 46.020                                                | 93.137                                                | 173.849       | 15,90%     |
| Otros partidos                                        | AITC, CPI(M), NCP, SP, BSP, AAP, RJD, AIUDF, JD(S), JMM, AIMIM, CPI, JKNC           | 60.180                                                | 47.436                                                | 152.776                                               | 260.392       | 23,80%     |
| Total de la Oposición                                 | Total de la Oposición                                                               | Total de la Oposición                                 | Total de la Oposición                                 | Total de la Oposición                                 | 434.241       | 39,70%     |
| Fuentes: UC News (hindi) AIADMK Allies With BJP       |                                                                                     |                                                       |                                                       |                                                       |               |            |

## Campaña
Se presentaron dos candidatos, uno por cada bloque político del país (ADN, coalición en el gobierno desde 2014, y UPA, partido del presidente saliente y coalición de la oposición en el Parlamento). La coalición gubernamental presentó como candidato al gobernador norteño de Rahib, el dalit Ram Nath Kovind; mientras que la UPA presentó a la abogada y ex-portavoz de la Lok Sabha, la dalit Meira Kumar.
El anuncio oficial de ambos candidatos a la presidencia llamó la atención a nivel mundial dado que ambos candidatos eran dalits lo que en el sistema de castas de India los deja en una zona social marginal al estar fuera de los varnas (las partes del cuerpo de Púrusha desde las que se crearon los humanos) y ser considerados por las clases altas como impuros. Un problema social que aún afecta a la India moderna.

### Candidatos

#### Partido Popular Indio
| Nombre          | Origen                                                     | Curriculum                                                                                | Estado        | Anuncio             | Ref |
| --------------- | ---------------------------------------------------------- | ----------------------------------------------------------------------------------------- | ------------- | ------------------- | --- |
| Ram Nath Kovind | 1 de octubre de 1945 (79 años) Kanpur Dehat, Uttar Pradesh | 35º Gobernador de Bihar (2015–2017) Miembro del Rajya Sabha por Uttar Pradesh (1994–2006) | Uttar Pradesh | 19 de junio de 2017 |     |

#### Congreso Nacional Indio
| Nombre      | Origen                                     | Curriculum | Estado | Anuncio             | Ref   |
| ----------- | ------------------------------------------ | --- | ------ | ------------------- | ----- |
| Meira Kumar | 31 de marzo de 1945 (79 años) Patna, Bihar | 15ª Portavoz del Lok Sabha (2009–2014) Ministra de Recursos Hídricos (2009) Ministra de Justicia Social y Empoderamiento (2004-2009) Miembro del Sansa por Sasaram (2004–2014) Miembro del Sansa por Karol Bagh (1996-1999) Miembro del Sansa por Bijnor (1985-1989) | Bihar  | 22 de junio de 2017 | [ 6 ] |

### Sondeos
Aunque la elección no tenía censo universal, se realizaron dos encuestas generales para medir la opinión pública frente a la elección. Tanto en Business Insider-Ipsos como en las encuestas de NDTV (ambas compararon el apoyo a los dos candidatos), Kovind fue la opción más popular con el 71 y el 63% de apoyo respectivamente.

## Resultados
Ram Nath Kovind fue declarado el ganador de los comicios tras el recuento de la votación del 20 de julio de 2017. Prestó juramento al cargo por parte del presidente del Tribunal Supremo de la India, Jagdish Singh Khehar, para asumir el cargo de 14º presidente de la India el 25 de julio de 2017. La cita tuvo lugar en el recibidor central ubicado en el Palacio del Parlamento, Nueva Delhi.
| Candidato       | Votos individuales | Votos del Colegio electoral | %      |
| --------------- | ------------------ | --------------------------- | ------ |
| Ram Nath Kovind | 2.930              | 702.044                     | 65,65% |
| Meira Kumar     | 1.844              | 367.314                     | 34,35% |
| Nulos           | 77                 | 20.942                      |        |

La elección de Kovind como presidente dejó fuera del cargo a Meira Kumar y a Gopalkrishna Gandhi, nieto de Mahatma Gandhi, que acompañaba en la candidatura de Kumar como vicepresidente de la misma.
Tras conocerse la noticia, el primer ministro Narendra Modi felicitó al candidato de su mismo partido a través de la red social Twitter. Por su parte, la Conferencia Episcopal de la India también felicitó al nuevo presidente y le instó a defender las leyes.

### Reacciones internacionales
- Bután: El rey de Bután, Jigme Khesar Namgyel Wangchuck, hizo llegar una carta formal a la embajada de la India en el país felicitando de parte del pueblo de Bután a Ram Nath Kovind por el cargo.[9]
- Catar: El emir de Catar, Tamim bin Hamad Al Thani, mandó felicitaciones al nuevo presidente de la India.[10]